# Аббуд, Карима
Карима Аббуд (араб. كريمة عبّود‎; 1896, Шефарам — 1940, Назарет) — палестинский фотограф, считается первой женщиной, профессионально занимавшейся фотографией в своём регионе. Известна как «Леди-фотограф» («Lady Photographer»).

## Биография

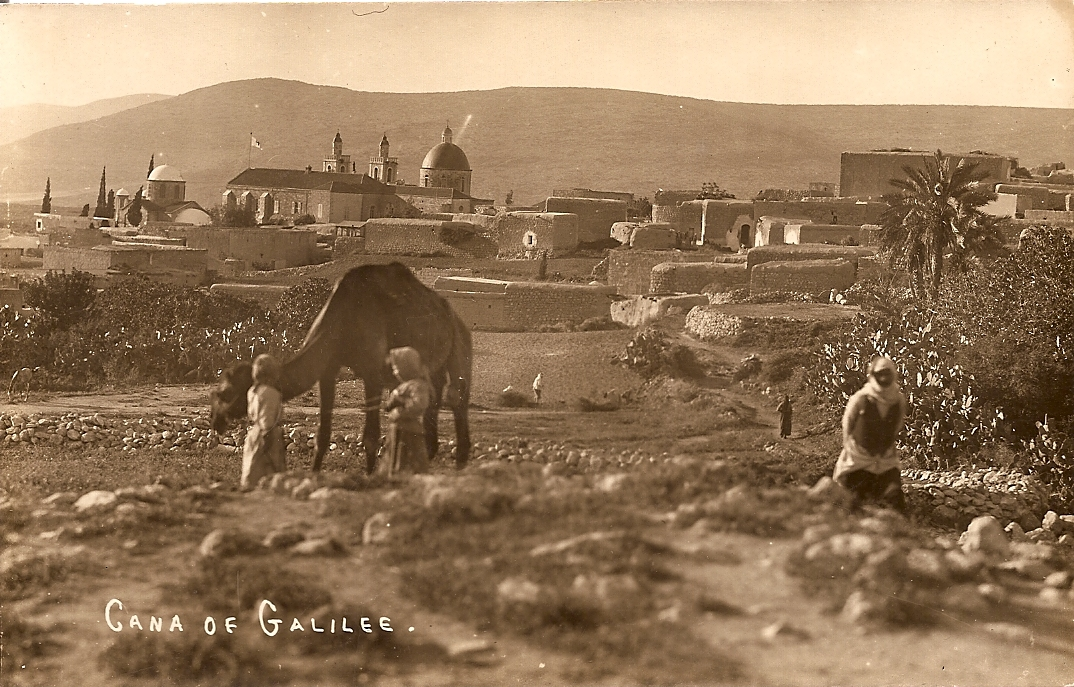
Кафр-Кана

Дочь протестантского священника Асада Аббуда, работавшего в г. Шефарам в 1891—1899 годах. Была второй из шести детей. Семья часто переезжала с места на место, пока не поселилась в Вифлееме в 1905 году.
В 1913 году Карима получила свой первый фотоаппарат, который был подарком от отца на её семнадцатилетие, и стала снимать фотопортреты родственников и друзей, пейзажи. Первые фотографии датированы октябрём 1919 года. Окончила женскую школу Шмидта в Иерусалиме. Позже изучала арабскую филологию в Американском университете Бейрута. После смерти родителей в 1940-х годах переехала в Иерусалим, а затем — в Вифлеем.
После смерти отца в 1949 году она вернулась в Назарет, где умерла в 1955 году.
18 ноября 2016 года Google выпустил дудл к 123-й годовщине со дня рождения фотографа.

## Фототворчество
С начала 1930-х годов она начала профессионально заниматься фотоделом, её репутация значительно выросла, особенно в Назарете. В своей студии она делала портреты женщин и детей, а также фотографии свадеб и других торжеств. Кроме портретной и пейзажной фотографии, снимала города Ближнего Востока (Вифлеем, Назарет, Баальбек,
Тверия и др.). Часто раскрашивала снимки вручную.
Создала сотни фотографий, большинство из которых считались погибшими во время Арабо-израильской войны (1947—1949).
В 2006 году в Иерусалиме было найдено около 400 её фотоснимков в доме, где Аббуд, предположительно, жила в 1930—1948 годах.

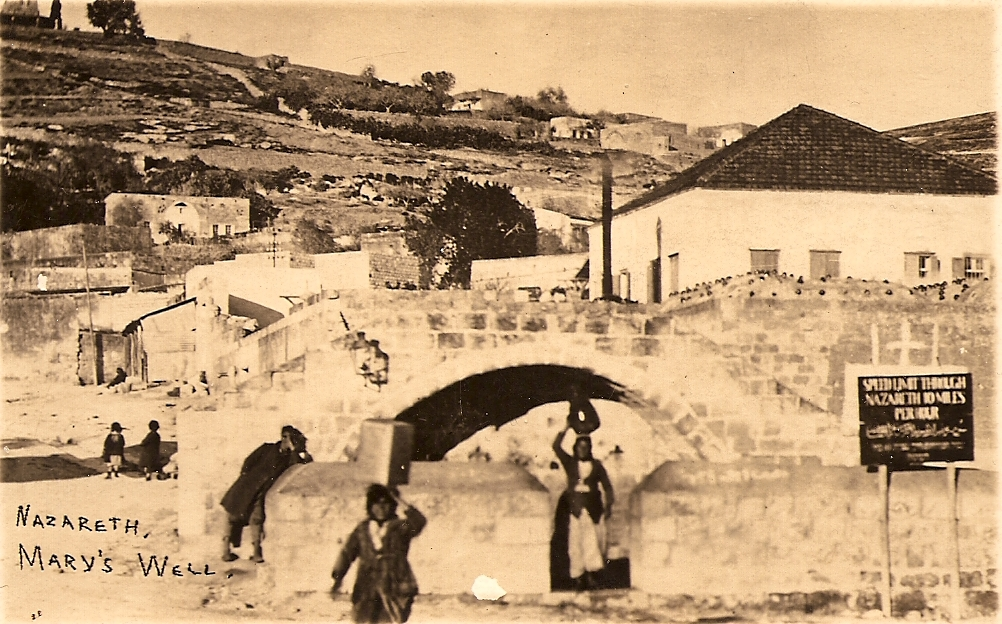
Источник Девы Марии

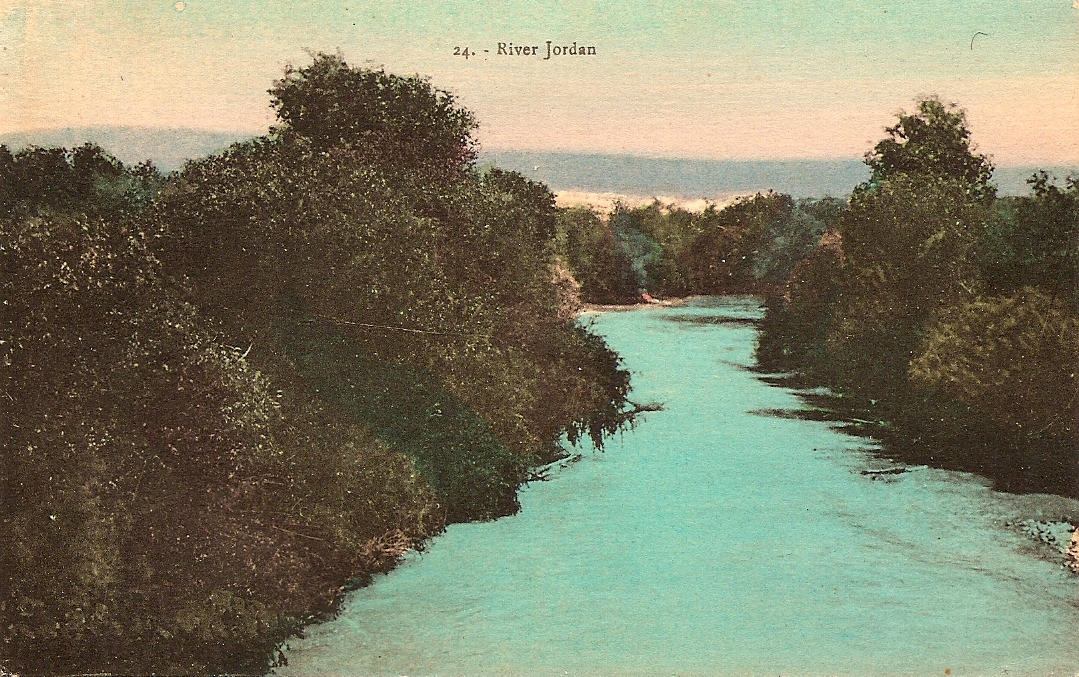
Река Иордан